# Dork (мини-альбом)
Dork — мини-альбом калифорнийской альтернативной рок-группы AFI, выпущенный 2 марта 1993 года лейблом Key Lime Pie Records. Он занимает одну сторону на семидюймовой пластинке — вторая сторона отдана Loose Change (где тогда участвовал будущий член AFI Джейд Пьюджет), и называется «Stick Around».

## История создания
Dork — первый релиз AFI, созданный через год после формирования группы. Всего было выпущено 210 экземпляров, 4 из которых были тестовыми и 6 шли на дальнейшее продвижение группы. Итого было продано всего 200 экземпляров. В планах было создать ре-релиз в 1995 году, но по неизвестным причинам задумка не была осуществлена. Самая разумная версия: группа решила сконцентрироваться на новых релизах, тем более что денег у них было не так много. Пластинка высоко ценится коллекционерами, которые продают её на eBay по ценам свыше $700. Около года на eBay продавались подделки, что вызвало негодование звукозаписывающей компании.

## Обложка
На обложке изображён барабанщик AFI Адам Карсон.

## Список композиций
| №  | Название    | Длительность |
| -- | ----------- | ------------ |
| 1. | «Red Hat»   | 1:17         |
| 2. | «Self Pity» | 0:57         |
| 3. | «Ny-Quil»   | 1:48         |

Песня, записанная во время сессии, «Mini Trucks Suck» была доступна для загрузки на сайте группы в течение короткого времени.

## Участники записи
- Дэйви Хэвок — вокал
- Адам Карсон — ударные, бэк-вокал
- Джефф Кресге — бас-гитара, бэк-вокал
- Марк Стофолезе — гитара, бэк-вокал